# 戸田重政
戸田 重政（とだ しげまさ）は、戦国時代の武将。徳川家の家臣。三河戸田氏の一門・戸田宣光の三男。通称は甚三郎。
戸田宗家（仁連木戸田家）の14代当主・戸田宣光の三男。戸田氏15世孫。兄に戸田重貞、戸田忠重。
重政の子孫は水戸藩士となり、幕末に戸田忠太夫、戸田銀次郎、安島帯刀らを輩出した。